# Crematogaster meijerei
Crematogaster meijerei är en myrart som beskrevs av Carlo Emery 1911. Crematogaster meijerei ingår i släktet Crematogaster och familjen myror. Inga underarter finns listade i Catalogue of Life.